# Anna Markowa
Anna Zofia Markowa (ur. 8 stycznia 1932 w Lublinie, zm. 18 sierpnia 2008 w Białymstoku) – współczesna polska pisarka, poetka, autorka tekstów piosenek. Ukończyła filologię polską na Katolickim Uniwersytecie Lubelskim. 

## Życiorys
W okresie studiów była redaktorem naczelnym pisma studentów KUL-u „W młodych oczach”. W roku 1956 rozpoczęła pracę w miesięczniku „Kamena”, następnie w lubelskiej rozgłośni Polskiego Radia. Od 1959 roku mieszkała na Śląsku, w Opolu, gdzie pracowała jako redaktor w radiowej redakcji literackiej. W 1976 przeniosła się do Białegostoku. Autorka wielu nagrodzonych słuchowisk, reportaży, felietonów. Debiutowała na łamach prasy w 1953 roku. Trzykrotna laureatka Nagrody Literackiej Prezydenta Miasta Białegostoku im. Wiesława Kazaneckiego za lata: 1992, 1995 i 2001. Twórczość Anny Markowej znalazła miejsce między innymi w książkach i leksykonach: Czesława M. Bartelskiego Polscy pisarze współcześni 1944-1970, Polscy pisarze współcześni 1939-1991, Piotra Kuncewicza Leksykon polskich pisarzy współczesnych i Poezja polska (od 1956 roku), Słownik współczesnych pisarzy polskich (praca zbiorowa, Państwowa Akademia Nauk, Instytut Badań Literackich), Kto był kim w drugim obiegu (praca zbiorowa, PAN, Instytut Badań Literackich).
Anna Markowa jest też autorką wielu tekstów piosenek, między innymi dla Ireny Santor, Sławy Przybylskiej, Joanny Rawik, Marii Koterbskiej, zespołu Pro Contra.
Jako dziennikarka kierowała przez kilka lat Polskim Radiem Białystok, w którym stworzyła wiele słuchowisk, reportaży i felietonów. W latach 1994–2002 zasiadała w Radzie Miejskiej Białegostoku z ramienia Unii Wolności. W 1997 bez powodzenia ubiegała się o mandat senatorski w województwie białostockim.
Pisarka należała do warszawskiego oddziału Stowarzyszenia Pisarzy Polskich. Była odznaczona Złotym Krzyżem Zasługi, Krzyżem Kawalerskim, Krzyżem Oficerskim za działalność w dziedzinie upowszechniania kultury. 
Od 2014 roku w Instytucie Filologii Polskiej Uniwersytetu w Białymstoku organizowany jest Konkurs Literacki im. Anny Markowej, kierowany do uczniów szkół ponadgimnazjalnych oraz studentów. 

## Publikacje
- Akwarium (1959) – miniatury i opowiadania
- Czas bez tytułu (1961) – poezje
- Urlop (1961) – opowiadanie
- Wieczory (1965) – powieść
- Wczorajsze (1966) – powieść
- Piętnaście kartek (1966) – miniatury literackie
- Bilet w jedną stronę (1970) – powieść
- Obiekt strzeżony (1977) – powieść
- Matka wiosenna (1978) – poezje
- Dojrzałość do jutra (1985) – felietony
- Rozwałka (1989) – powieść
- Coraz mniej (1992) – poezje
- Moja piękna ciemnowłosa (1995) – poezje
- Bracia najmniejsi (1998) – poezje
- Długożywie (2001) – proza
- Ciemny lakier (2002) – poezje
- Nikt nie lubi Kasandry (2005) – poezje
- Śmierć – opowiadania, wydanie pośmiertne (2016)[6]